# Museu Municipal de Arqueologia de Silves
O Museu Municipal de Arqueologia de Silves, igualmente conhecido como Museu Municipal de Silves ou Museu de Arqueologia de Silves, é um edifício cultural na vila de Silves, na região do Algarve, em Portugal. Foi construído no mesmo local onde existe um poço-cisterna do período islâmico, classificado como Monumento Nacional.

## Descrição
O Museu situa-se na Rua da Porta de Loulé, no centro histórico de Silves. O edifício foi desenhado pelo arquitecto e arqueólogo Mário Varela Gomes. Foi construído em redor de uma estrutura já existente no local, um poço-cisterna da época muçulmana, que é considerado o principal elemento na exposição do museu. Outra estrutura antiga que está integrada no museu é um lanço das antigas muralhas da cidade, construídas igualmente durante o domínio islâmico.
Conta com um rico acervo de várias eras históricas desde o paleolítico até à Idade Moderna, passando pelo Neolítico, Calcolítico, as Idades do Bronze e do Ferro, época romana e Idade Média. Neste último conjunto destacam-se as peças do período islâmico, datadas dos séculos VIII ao XIII, e integradas em várias subdivisões dentro desta época, como a Omíada, Califal, Taifa, Almorávida e Almóada. O maior parte do acervo islâmico pertence à cronologia almóada, entre os séculos XII e XIII, testemunhando a riqueza que a cidade de Silves atingiu neste período. É também de especial interesse o conjunto de peças dos séculos XV a XVII, representando as ligações comerciais que a cidade formou com outras regiões do planeta. Entre o espólio romano, encontram-se várias peças oriundas da antiga villa romana de Vila Fria.

### Poço-cisterna islâmico
Esta estrutura foi edificada em blocos de grés, e consiste num poço central e numa escadaria, que atinge quase o fundo. O poço tem cerca de 2,5 m de diâmetro e 18 m de profundidade, enquanto que a escadaria tem cerca de 2 m de altura e uma largura média de 1,25 m. É considerada de grande interesse do ponto de vista histórico, uma vez que permitiu uma melhor compreensão da forma como evoluiu a cidade islâmica durante a última fase de ocupação islâmica da cidade, no período entre a primeira conquista pelos cristãos em 1189, regresso ao domínio islâmico, e depois a reconquista definitiva, em 1249.

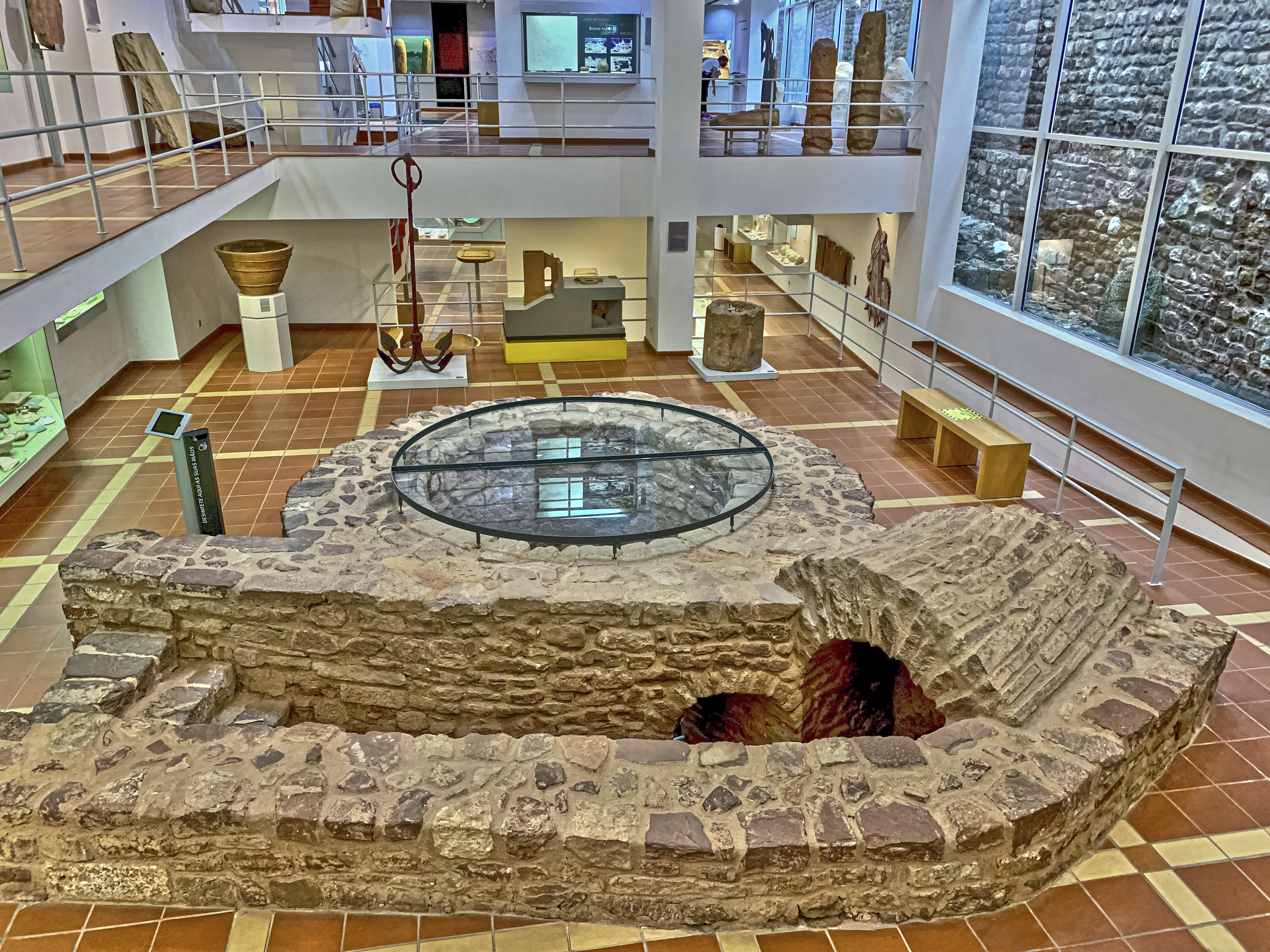
Poço-cisterna islâmico, no interior do museu.

## História
O poço-cisterna terá sido instalado no século XI, e utilizado até aos séculos XII e XIII. Foi encontrado em 1979, durante trabalhos arqueológicos, e classificado como Monumento Nacional pelo Decreto n.º 29/90, de 17 de Julho. Nos finais do século XVI terá sido totalmente entulhado.
Em 1979 foi alvo de trabalhos arqueológicos, e na década de 1980 foi restaurado pela Câmara Municipal de Silves. O museu foi inaugurado em 1990, substituindo um edifício mais antigo no local. Em 2004 recebeu a exposição de pintura Da Letra ao Gesto: Pintores Calígrafos de Marraquexe, com obras inspiradas na caligrafia árabe, organizada em colaboração com o Museu de Marraquexe. Em 2005 tornou-se um parceiro da organização internacional Museum With no Frontiers, mais concretamente na divisão Discover Islamic Art. No âmbito desta parceria, organizou várias exposições temporárias no sentido de fortalecer os laços culturais com países que no passado estiveram ligados à cidade, principalmente Marrocos. Em 2008 foi integrado na Rede de Museus do Algarve, tendo em 2014 albergado a exposição itinerante Pioneiros do Conhecimento Cientifico no Algarve, organizada em conjunto com a RMA, sobre onze figuras que deram um importante contributo para o estudo da região, do ponto de vista cultural, histórico e social. Em 2014 o acervo do museu ganhou uma peça de grande interesse, uma tina de cerâmica do século XII, utilizada no tratamento das peles dos animais, e que foi descoberta durante trabalhos arqueológicos por debaixo da Biblioteca Municipal de Silves. Previa-se que esta peça fosse apresentada num encontro científico na cidade francesa de Montpellier, como parte de um Congresso Internacional sobre Grandes Contentores Cerâmicos. Também em 2014, uma das peças do Museu de Silves foi exposta como parte do certame Le Maroc Medieval (1053-1465), no Museu do Louvre, em Paris. Trata-se de uma pia de abluções do século XII-XIII, com acabamento em vidrado e decoração estampilhada, encontrada durante trabalhos arqueológicos no Castelo de Silves, dirigidos por Rosa Varela Gomes.
Em 2018, albergou a exposição Dançando o Mouro – Danças festivas de mouros e cristãos no Mediterrâneo Ocidental, organizada pelo Museu Etnológico de Barcelona e a Associação Cultural Joan Amades. Em 2019, um conjunto de nove peças do museu de Silves fizeram parte da exposição Três Embaixadas Europeias à China, no Museu do Oriente, em Lisboa. Estas peças consistem em dois frascos e uma taça, todos em vidro translúcido, três pequenos frascos em vidro opaco marmoreado, e uma taça em cerâmica, todas dos séculos XII ou XIII, além de uma taça cerâmica do século IX. Foram encontradas no Castelo de Silves e na casa islâmica da Rua da Arrochela, no centro histórico, pelos arqueólogos Rosa e Mário Varela Gomes. Também em 2019, foi organizada a mostra Silves no Tempo e pelo Mar Adentro, sobre a relação histórica entre o Rio Arade e a vila, desde as suas origens, num entreposto da Idade do Ferro situado junto das margens do rio.
Em Agosto de 2022, um grupo de alunos da Universidade Nova de Lisboa colaborou em trabalhos arqueológicos na área do Bairro do Progresso, em Silves, num programa de colaboração entre aquele estabelecimento de ensino superior e o Museu Municipal de Arqueologia. Em Setembro desse ano, passou a fazer parte da Rede Portuguesa de Museus. Em 2023, o governo aprovou uma proposta do Museu de Silves, apresentado no âmbito do programa de apoio à RPM, para a renovação cénica das suas vitrinas, e o desenvolvimento dos canais de comunicação relativos aos elementos expositivos.
Em 2024, a Cisterna Islâmica de Silves foi um dos seis monumentos que foram alvo do processo de classificação por parte da Unidade de Cultura da Comissão de Coordenação e Desenvolvimento Regional do Algarve, prevendo-se então que iria ser protegido com a categoria de Grau de Interesse Municipal.

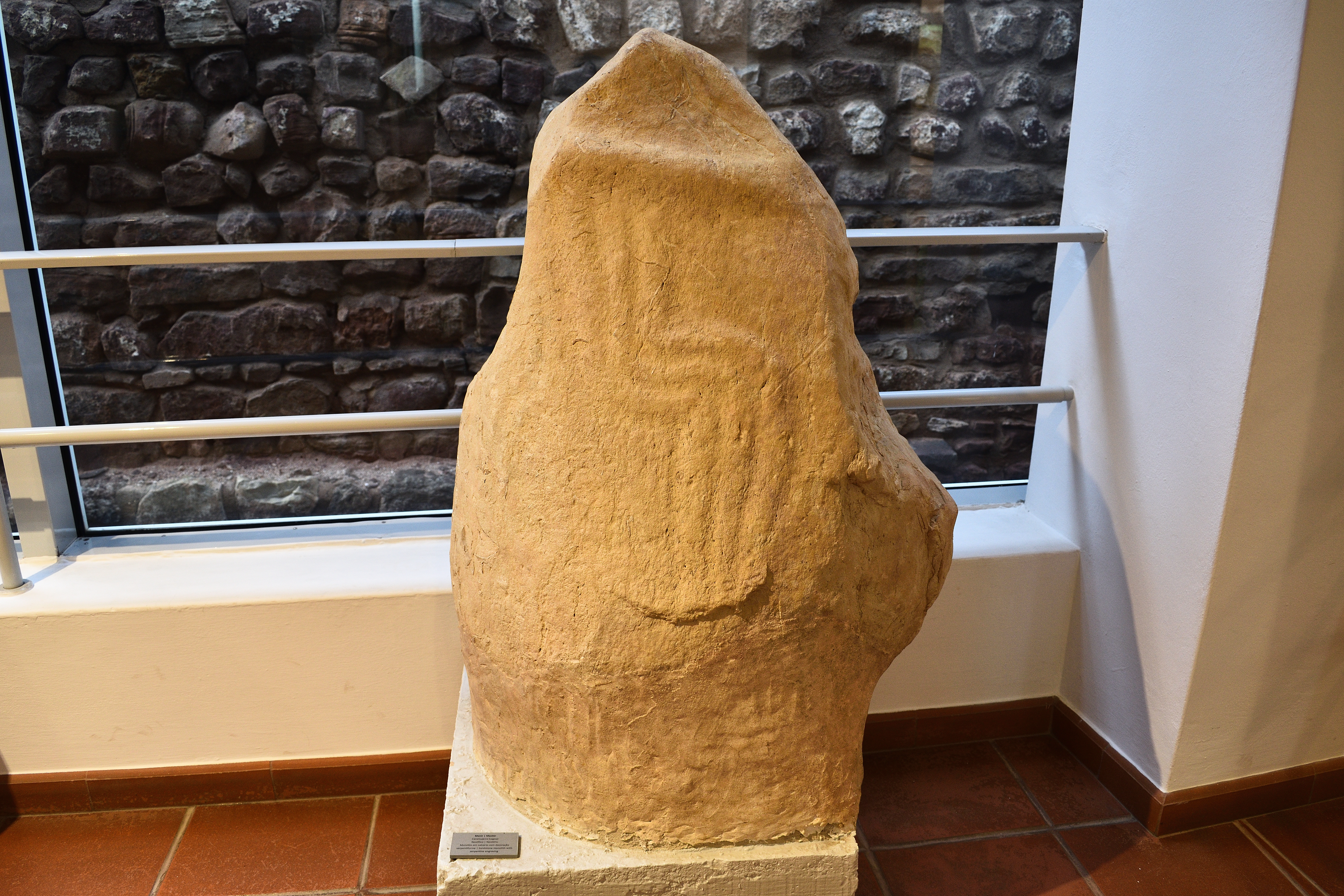
Menir da Caramujeira, preservado no Museu de Silves.